# Greater Willington
Greater Willington – civil parish w Anglii, w hrabstwie Durham. W 2011 civil parish liczyła 7190 mieszkańców.